# Molly's Game (film)
Molly's Game is een Amerikaanse dramafilm uit 2017 en tevens het regiedebuut van Aaron Sorkin. De film is gebaseerd op de gelijknamige memoires van Molly Bloom. De hoofdrollen worden vertolkt door Jessica Chastain, Idris Elba en Michael Cera.

## Verhaal
Molly Bloom is een getalenteerde mogulskiester die haar droom om aan de Olympische Spelen deel te nemen in duigen ziet vallen wanneer ze zich tijdens een val zwaar blesseert. Ze besluit om haar rechtenstudie een jaar uit te stellen en gaat in Los Angeles wonen. Hier verdient ze geld als serveerster in een club die vooral wordt bezocht door bemiddelde mensen. Wanneer ze daar projectontwikkelaar Dean Keith ontmoet, lijft die haar in als manager op zijn kantoor. Dit komt er in realiteit op neer dat ze zich vooral bezig gaat houden met het organiseren van privé pokerwedstrijden voor Keith en zijn vermogende kennissen. Als beloning voor haar diensten krijgt ze per avond duizenden dollars aan fooi van de spelers.
Wanneer Dean doorkrijgt dat Molly het steeds beter af kan zonder zijn hulp, ontslaat hij haar. Molly heeft inmiddels echter genoeg status en contacten opgebouwd om op een andere locatie haar eigen pokerwedstrijden te organiseren. Verschillende van Deans contacten gaan met haar mee en ze werft actief nieuwe spelers. Zo ook Harlan Eustice, een gedisciplineerde en doorgaans succesvolle speler. Die verliest op een avond echter een flinke pot vanwege een bad beat en slaat flink op tilt. Hij blijft geld bijlenen om zijn verlies goed te maken, maar verliest zo met roekeloos spel nog veel meer. Meer dan dat hij heeft zelfs. Molly komt erachter dat een andere speler Eustice al een tijd geld leent om hem aan het spelen te houden en er plezier in heeft anderen - zoals Eustice - financieel te ruïneren. Molly spreekt hem hierop aan. Als gevolg daarvan gaat de speler elders spelen en zorgt hij ervoor dat Molly ook haar andere klanten kwijtraakt.
Molly verhuist naar New York en bouwt daar opnieuw een grote klantenkring aan pokerspelers op. Na het voorval met Eustice is ze bang geworden dat ze geld tekort komt wanneer een speler meer leent dan hij kan terugbetalen. Ze laat zich daarom overhalen om voortaan rake te incasseren. Door zo geld te verdienen in plaats van door middel van fooiengeld, veranderen haar activiteiten voor de wet echter in een illegale gokonderneming. Ze verschijnt zo op de radar bij de FBI. Daarnaast raakt ze drugsverslaafd en krijgt ze problemen met de Italiaanse maffia.

## Rolverdeling
| Acteur             | Personage          |
| ------------------ | ------------------ |
| Jessica Chastain   | Molly Bloom        |
| Idris Elba         | Charlie Jaffey     |
| Michael Cera       | Player X           |
| Kevin Costner      | Larry Bloom        |
| Chris O'Dowd       | Douglas Downey     |
| Brian d'Arcy James | Brad               |
| Jeremy Strong      | Dean Keith         |
| Bill Camp          | Harlan Eustice     |
| J.C. MacKenzie     | Harrison Wellstone |
| Graham Greene      | Judge Foxman       |
| Samantha Isler     | Molly als tiener   |
| Piper Howell       | Molly als kind     |
| Michael Kostroff   | Louis Butterman    |

## Productie

### Ontwikkeling
Molly Bloom was in haar jeugd een getalenteerde skiester met Olympische ambities. Ze belandde uiteindelijk in Los Angeles, waar ze zich opwerkte van serveerster tot organisatrice en gastvrouw van exclusieve pokerwedstrijden. Bloom kwam zo terecht in de geheimzinnig en gevaarlijke wereld van Hollywoodsterren en grote sommen geld.
In november 2014 kocht The Mark Gordon Company, het productiebedrijf van Mark Gordon, de rechten op Molly's Game, de memoires van Molly Bloom. Aaron Sorkin werd in dienst genomen om het boek om te vormen tot een scenario. Twee maanden later raakte bekend dat Sorkin het script zelf zou regisseren in dienst van Sony Pictures Entertainment. In mei 2016 stapte Sony opnieuw uit het project. Op het filmfestival van Cannes werden de binnenlandse en Chinese distributierechten vervolgens voor 9 miljoen dollar verkocht aan STX Entertainment.

### Casting
In februari 2016 werd Jessica Chastain benaderd om het hoofdpersonage te vertolken. Drie maanden later werd ook Idris Elba aan de cast toegevoegd. In september 2016 werd Michael Cera gecast als een beroemde pokerspeler. In oktober en november 2016 werden ook Kevin Costner, Brian d'Arcy James en Graham Greene aan het project toegevoegd.

### Opnames
De opnames gingen op 9 november 2016 van start in Toronto (Canada) en eindigden in februari 2017. Er werd ook gefilmd in Central Park in New York en het skioord Beaver Valley in Ontario.

### Release
Molly's Game ging op 8 september 2017 in première op het internationaal filmfestival van Toronto.

## Prijzen en nominaties
| Prijs          | Categorie                  | Genomineerde(n)  | Resultaat   |
| -------------- | -------------------------- | ---------------- | ----------- |
| Academy Awards | Beste scenario (adaptatie) | Aaron Sorkin     | Genomineerd |
| Golden Globes  | Beste actrice (drama)      | Jessica Chastain | Genomineerd |
| Golden Globes  | Beste scenario             | Aaron Sorkin     | Genomineerd |
| BAFTA Awards   | Beste scenario (adaptatie) | Aaron Sorkin     | Genomineerd |